# میو تومیتا
میو تومیتا (انگلیسی: Miyu Tomita; ۱۵ نوامبر ۱۹۹۹ – ) صداپیشه، و خواننده اهل ژاپن بود. وی از سال ۲۰۱۵ میلادی تاکنون مشغول فعالیت بوده‌است.